# Фонтевиво
Фонтевиво (итал. Fontevivo) —  коммуна в Италии, располагается в регионе Эмилия-Романья, подчиняется административному центру Парма.
Население составляет 5337 человек (на 2004 г.), плотность населения составляет 195 чел./км². Занимает площадь 25 км². Почтовый индекс — 43010. Телефонный код — 0521.